# Jasień

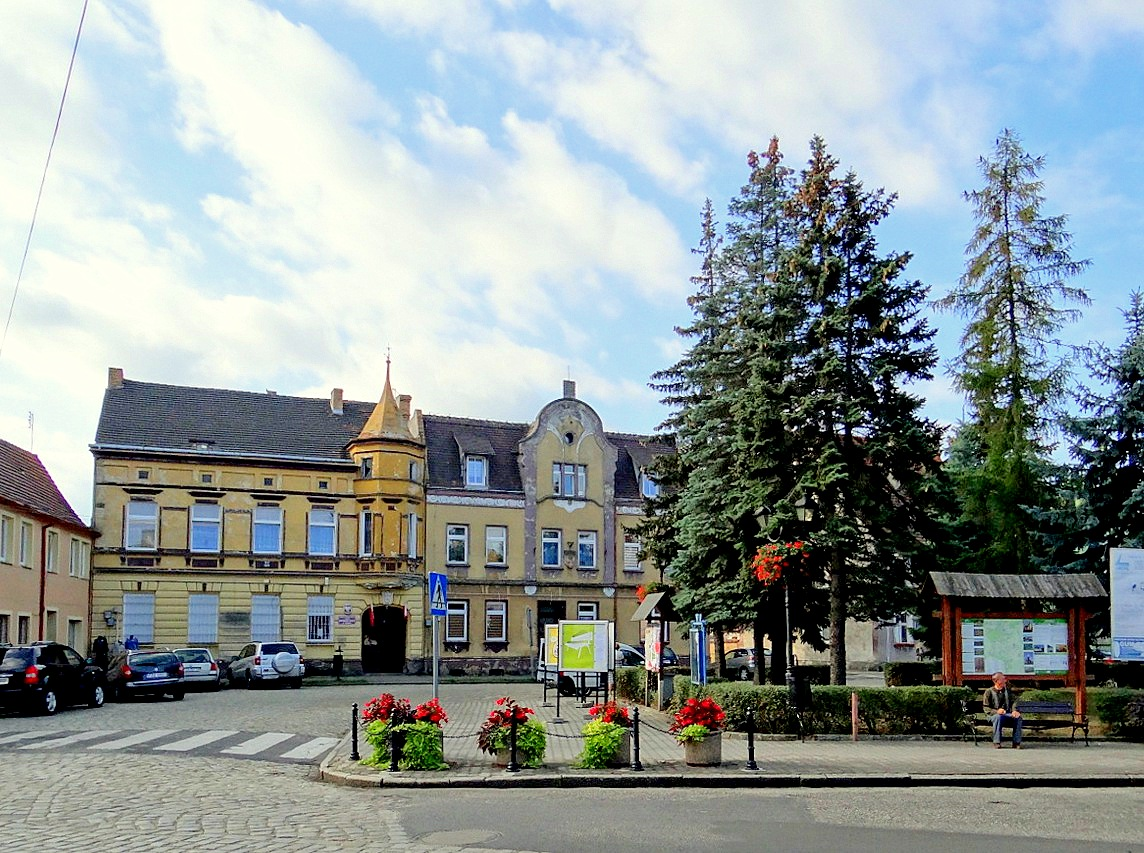
Marktplatz

Jasień ['jaɕeɲ] (deutsch Gassen, obersorbisch Gasyn) ist eine Stadt im Powiat Żarski der Woiwodschaft Lebus in Polen mit etwa 4400 Einwohnern. Sie ist Sitz der gleichnamigen Stadt-und-Land-Gemeinde mit etwa 7100 Einwohnern und liegt fünf Kilometer südöstlich von Lubsko (Sommerfeld) an der Lubsza (Lubst).

## Wappen
Beschreibung: In Rot ein hersehender goldener Löwenkopf und eine goldene Doppellilie.

## Geschichte
Die erste Erwähnung des Dorfes Gassen stammt aus dem Jahre 1321. Bis 1642 gehörte das Dorf den Herren von Wiedebach. Nachdem die männliche Linie der Wiedebach erloschen war, wurde der Oberstleutnant Rudolf von Bünau neuer Grundherr. Der sächsische Adlige, der 1656 zum Landeshauptmann der Niederlausitz bestellt worden war, erwarb weitere Dörfer und gestattete protestantischen Glaubensflüchtlingen aus Schlesien die Ansiedlung. Der neu entstandene Ort erhielt am 24. Januar 1660 durch Herzog Christian I. das Stadtrecht verliehen. Das Dorf und das Rittergut wurden fortan als Alt Gassen bezeichnet und verblieben eigenständig. Bis zum Jahre 1855 gehörte die Stadt zur Grundherrschaft und dem Grundherrn oblag die Bestätigung des Ratsmitglieder.
Im Siebenjährigen Krieg verloren die Bünauer ihre Güter in den Lausitzen. Abraham Gottfried Philipp von Rabenau wurde 1776 Herr auf Gassen und errichtete ab 1780 das Schloss, das seit 1881 das Rathaus beherbergt.
1815 kam Gassen als Teil der Niederlausitz zu Preußen und wurde 1818 Teil des Landkreises Sorau.
In der Mitte des 19. Jahrhunderts siedelten sich in Gassen Industriebetriebe an, der bekannteste davon war die 1856 gegründete Maschinenfabrik und Eisengießerei Theodor Flöther.
1944 wurde in Gassen ein Außenlager des KZ Groß Rosen errichtet. Nach dem Zweiten Weltkrieg kam Gassen zu Polen und wurde in Jasień umbenannt. Die deutsche Bevölkerung wurde vertrieben und durch polnische Zuwanderer ersetzt.

## Bauwerke
- Römisch-katholische Pfarrkirche Unserer Lieben Frau vom Rosenkranz, Barockbau von 1733, Turm 1770 fertiggestellt; ursprünglich evangelisch, seit 1945 katholisch
- Schloss, erbaut von 1764 bis 1780 im Barockstil

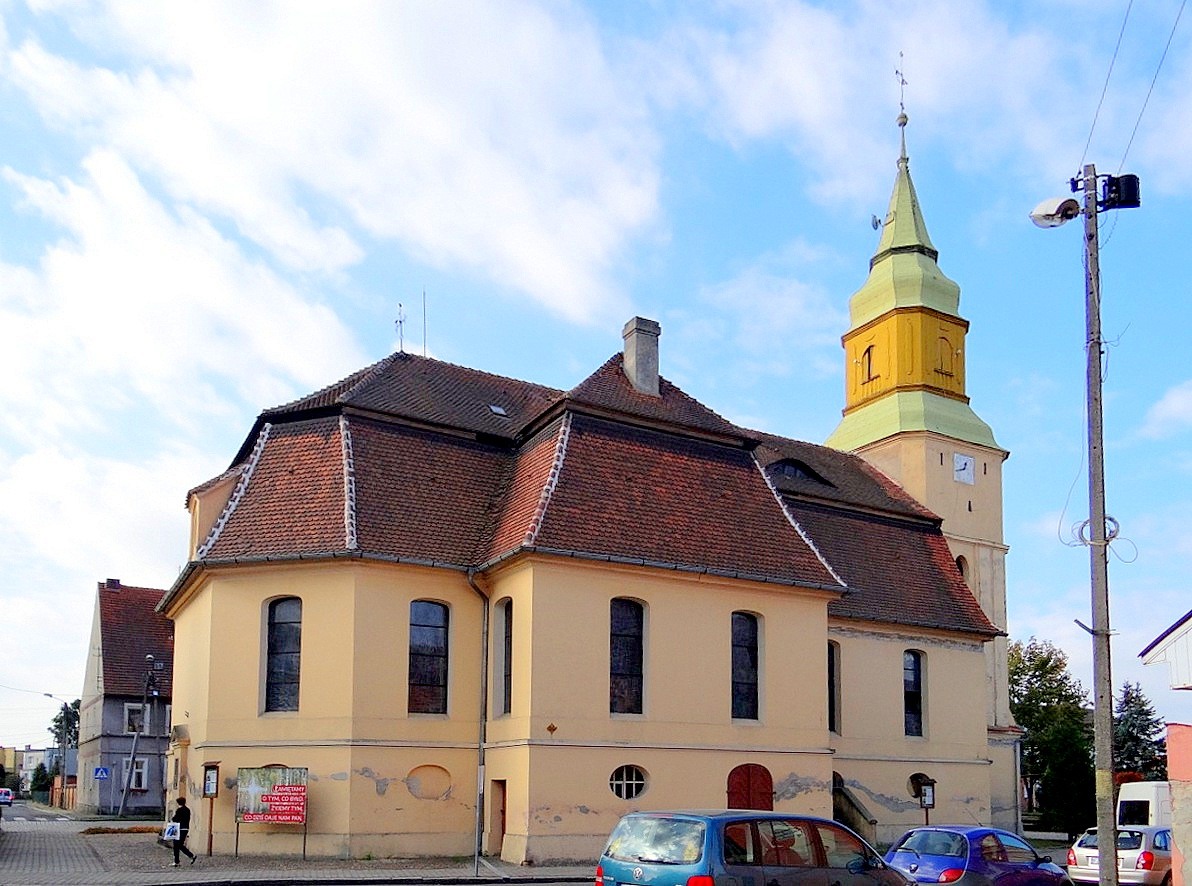
Pfarrkirche
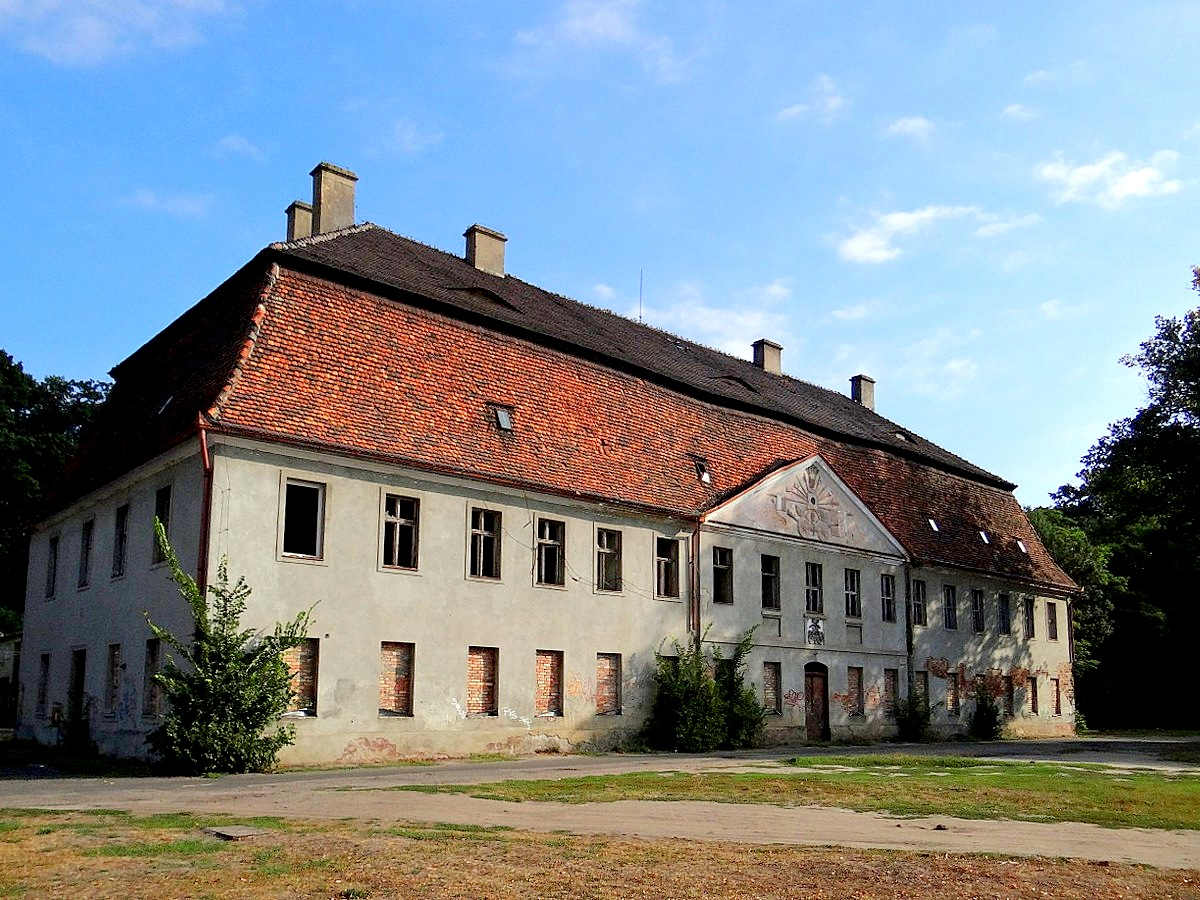
Schloss Jasień

## Gemeinde
Die Stadt-und-Land-Gemeinde (gmina miejsko-wiejska) Jasień umfasst ein Gebiet von 127 km² und gehört der Euroregion Spree-Neiße-Bober an.

### Partnerstadt
- Döbern, Deutschland

## Persönlichkeiten
- Oskar Juritko (1889–1967), Politiker (SPD)
- Martin Schmidt (1914–2002), Politiker (SPD) und MdB.
- Dietmar Mathias (* 1940), evangelischer Theologe